# Jean-Claude Magnan
Jean-Claude Magnan (Aubagne, 1941. június 4. –) olimpiai és világbajnok francia tőrvívó, Clothilde Magnan olimpikon tőrvívónő apja, Jean Galfione olimpiai és fedett pályás világbajnok rúdugró nagybátyja.